# Jean Florimond Gougelot
Jean Florimond Gougelot, né le 20 juin 1743 à Origny-Sainte-Benoite (Aisne), mort le 11 mai 1795 à Paris, est un général de brigade de la Révolution française.

## États de service
Il entre en service le 7 janvier 1760, comme fusilier dans le régiment Lyonnais infanterie, et en 1761 et 1762, il fait les campagnes de Hanovre. Il est nommé sergent le 9 mars 1763, adjudant dans le régiment de Maine le 21 août 1776, et porte drapeau le 12 septembre 1780.
Il est promu sous-lieutenant le 4 avril 1782, lieutenant le 3 juin 1786, et il est fait chevalier de Saint-Louis le 2 mars 1791. Il est nommé capitaine le 29 janvier 1792, dans le 101e régiment d’infanterie et le 12 septembre 1792, il est lieutenant-colonel en second du 2e bataillon de volontaires des Basses-Alpes avec lequel il fait les campagnes de 1792 et 1793, aux armées du Nord et de Belgique. 
Il est promu général de brigade par les représentants du peuple Trullard et Berlier à l’armée du Nord le 7 vendémiaire an II (28 septembre 1793). 
Il meurt à Paris le 11 mai 1795. 

## Sources
- (en) « Generals Who Served in the French Army during the Period 1789 - 1814: Eberle to Exelmans »
- Charles Gomart, Essai historique sur la ville de Ribemont et son canton, imprimerie Doloy et Penet Saint-Quentin, 1869.
- Étienne Charavay, Correspondance général de Carnot, tome 3, imprimerie Nationale, 1897.